# Битка при Горен Бетис
Битката при Горен Бетис (на латински: Upper Baetis) се провежда през 211 пр.н.е. при реката Горен Бетис (дн. Гуадалкивир, Южна Испания) през Втората пуническа война между Римската република и Картаген. Завършва с победа на Картаген.
При битката двамата братя, римските командири Публий Корнелий Сципион (консул 218 пр.н.е.) и Гней Корнелий Сципион Калв (консул 222 пр.н.е.) са убити. Картагенските командири са Хасдрубал Барка, Магон Барка, Хасдрубал Гискон.
Следващата битка през 211 пр.н.е. e битката при Капуа, при която римляните спечелват обратно Капуа.